# Manuchar Markoishvili
Manuchar Markoishvili (géorgien : მანუჩარ მარკოიშვილი; né le 17 novembre 1986 à Tbilissi, Géorgie, URSS) est un joueur puis entraîneur géorgien de basket-ball. Il joue au poste d'arrière.

## Palmarès
- Champion de Géorgie 2001, 2002
- Vainqueur de l'EuroCup Challenge 2004
- Champion de Slovénie 2005, 2006
- Vainqueur de la coupe de Slovénie 2005, 2006
- Vainqueur de la supercoupe de Slovénie 2006
- Vainqueur du Championnat de Turquie de basket-ball 2013